# 张顺 (南宋)
张顺（？—1272年），绰号矮张，是南宋末年将领。
张顺出身农民。宋度宗咸淳八年（1272年），张顺和张贵率领敢死队三千人应募援救襄阳，他们率领轻舟突破元朝军队封锁，砍断数百处铁索木桩，转战一共达一百二十里。最后，张顺身中四枪六箭，落水牺牲。一说张顺就是《水浒传》中浪里白条张顺的历史原型。

## 延伸阅读
[在维基数据编辑]
 《宋史·卷450》，出自脱脱《宋史》